# Tabernaemontana phymata
Tabernaemontana phymata är en oleanderväxtart som beskrevs av A.J.M. Leeuwenberg. Tabernaemontana phymata ingår i släktet Tabernaemontana och familjen oleanderväxter. Inga underarter finns listade i Catalogue of Life.